# London Bridge
London Bridge är en bro i London som spänner över Themsen från City of London till Southwark.
Bron ligger mellan Cannon Street Railway Bridge och Tower Bridge och utgör Pool of Londons västra del. Ursprungsbron med samma namn har gjort den nuvarande bron till en av världens mest kända broar.
London Bridge var den enda bron över Themsen tills Westminster Bridge öppnades för trafik 1750. Historiker tror att det funnits en bro på platsen alltsedan romarna invaderade området år 43. Det lilla samhälle, "Londinium", som romarna anlade vid brofästet, för att försvara bron, utvecklade sig så småningom till staden London. De första broarna byggdes i trä, ett material som gjorde bron känslig för brand och sabotage. Minst tre broar byggde romarna på platsen innan de lämnade London år 410.

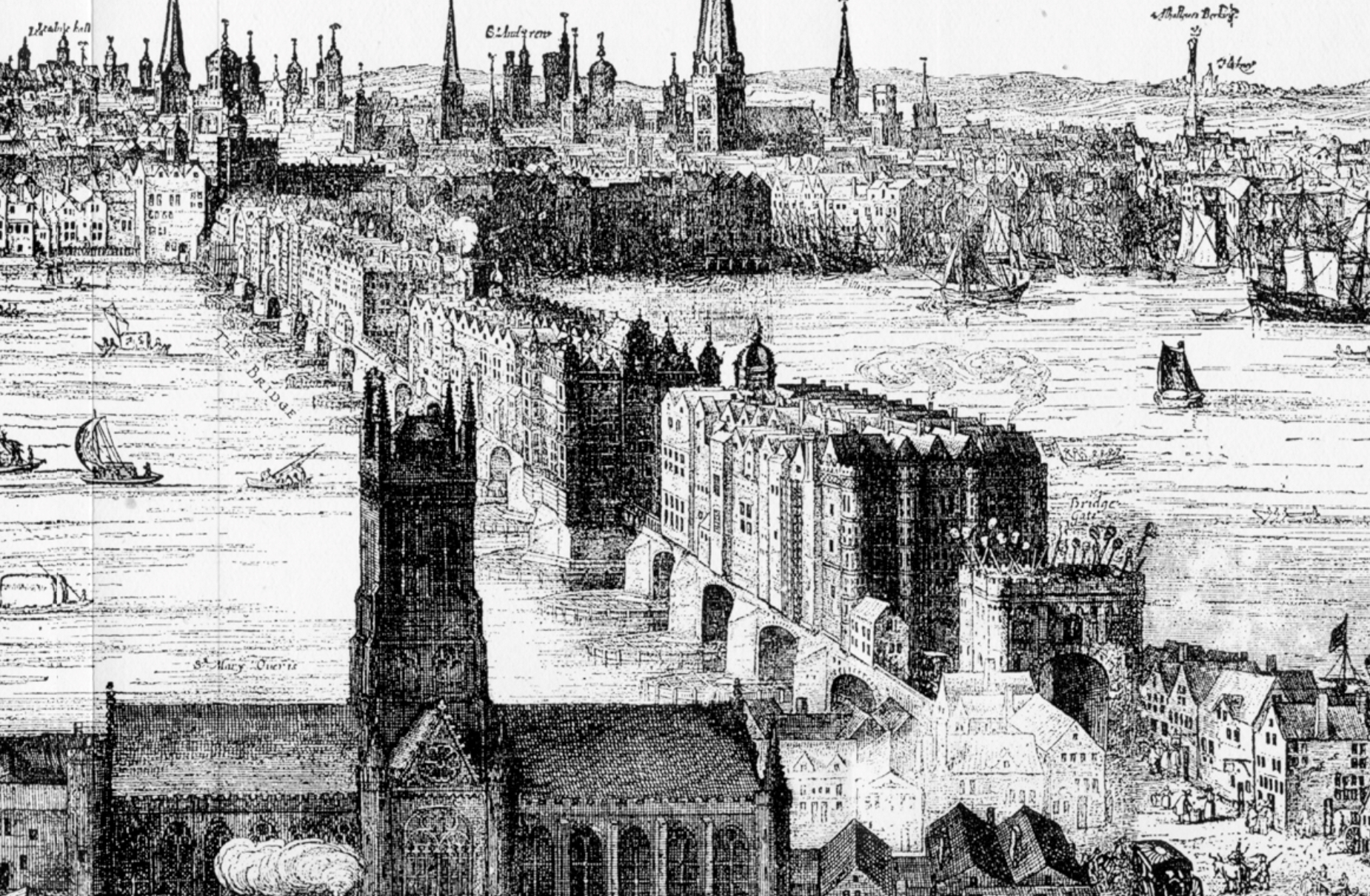
London Bridge 1616.

Enligt historien var det vikingar som år 1014 rev ned bron, vilket sägs vara ursprunget till barnvisan och sångleken "London Bridge is Falling Down". Den första stenbron började byggas under slutet av 1100-talet och stod i mer än 600 år innan den revs på 1830-talet och ersattes med en ny stenbro. Den medeltida bron genomgick ett flertal ombyggnationer och tillbyggnader, allt efter tidens krav. Under medeltiden var bron bebyggd med hus likt flera broar i Florens. Här fanns affärer, kyrkor och värdshus. Under 1700-talet försvann alla hus som fanns på bron. Tidens rena stilideal hade gjort bron alltför gammalmodig. När husen var borta kunde man även bredda körbanan för att möta den ständigt ökande vägtrafiken.
Den nuvarande London Bridge är byggd i betong och invigdes i november 1973. Den har tre filer i vardera riktningen. Den gamla bron från 1830 såldes 1968 till en rik och excentrisk amerikansk köpare som lät plocka ned bron bit för bit och bygga upp den igen i Lake Havasu City i Arizona.
På brons södra sida ligger Southwark Cathedral och London Bridge-stationen. På dess norra sida ligger The Monument, tunnelbanestationen Bank-Monument och S:t Magnuskyrkan som, till vissa delar, en gång utgjorde entrén till den medeltida bron för gående.
London Bridge är en del av landsvägen A3 som underhålls av Greater London Authority.

### Fotnoter
1. ↑  Rebecca Richerson. ”The Many Versions of London Bridge” (på engelska). Nicholls State University. Arkiverad från originalet den 4 juli 2018. https://web.archive.org/web/20180704130447/https://www.nicholls.edu/art-dhc/2004essay11.html. Läst 4 juli 2018.